# Spektroskopia hiper-Ramana
Spektroskopia hiper-Ramana – rodzaj oscylacyjnej spektroskopii Ramana, której efekt rozpraszania nieelastycznego opiera się na rozszerzeniu teorii polaryzowalności Placzka o człon nieliniowy rozwinięcia indukowanego momentu dipolowego względem natężenia pola elektrycznego:

μind = α E + {\displaystyle {\frac {1}{2}}} β E2

μind – indukowany moment dipolowy

E – natężenie pola elektrycznego

α – polaryzowalność

β – pierwsza hiperpolaryzowalność (inaczej: polaryzowalność drugiego rzędu)

Efekt hiper-ramanowski jest zjawiskiem trójfotonowym, w którym wiązka światła rozproszonego charakteryzuje się częstotliwością niewiele niższą od dwukrotności częstotliwości wiązki padającej. W rezultacie dwa fotony wiązki wzbudzającej przekształcane są w jeden foton rozproszonego światła Ramana i jeden fonon. Widma hiper-ramanowskie mogą dostarczać informacje o drganiach cząsteczek, które w liniowym efekcie Ramana i/lub w podczerwieni są nieaktywne, tłumione poprzez kryteria symetrii (tzw. drgania uśpione).

W rozproszeniu hiper-Ramana uczestniczą dwa kwantowe stany pośrednie. Zatem,aby pasma w widmie miały niezerową intensywność każdy z trzech momentów przejścia musi być różny od zera. W przypadku spektroskopii Ramana decyduje o tym zmiana tensora polaryzowalności podczas przejścia do danego stanu oscylacyjnego, dlatego reguła wyboru zjawiska hiper-Ramana jest analogią do reguły wyboru liniowego rozpraszania nieelastycznego:

{\displaystyle {\frac {\partial \beta }{\partial Q}}} Q=0 ≠ 0

Q – współrzędna normalna drgania

Efekt hiper-Ramana jest bardzo słabym efektem, od 105 do 107 razy słabszym od klasycznego efektu Ramana, w związku z tym istnieje wiele technik badawczych mających na celu wzmocnienie intensywności sygnału, np. rezonansowy efekt hiper-Ramana, czy powierzchniowo wzmocnione rozpraszanie hiper-ramanowskie z ang. Surface-enhanced hyper-Raman scattering (SEHRS).